# Joseph Friedrich Gustav Binder
Joseph Friedrich Gustav Binder (* 31. März 1897 in Ludwigshafen am Rhein; † 30. März 1991 in Lindenberg/Allgäu) war ein deutscher Grafiker und Maler.

## Leben
Nach der Schulzeit in Ludwigshafen, Kunststudium bei Wilhelm Deffke und Lucian Bernhard in Berlin lässt sich Binder 1922 als selbstständiger Künstler in Saarbrücken nieder, erhält dort einen Lehrauftrag an der Akademie für freie und angewandte Kunst Saarbrücken. 1923 heiratet er die aus Metz stammende Suzanne Winterkorn. Ab Anfang der 60er Jahre widmet sich Binder ganz der freien Malerei, letztes bekanntes Werk ist ein Porträt des Dichters James Joyce (1972), zu dessen Sohn George Binder freundschaftlichen Kontakt unterhielt. In der Kunstwelt kommt es heutzutage immer wieder zu Verwechslungen zwischen Joseph Friedrich Gustav Binder und dem österreichischen Plakatkünstler Joseph Binder. Zuletzt so geschehen im Feuilleton der Süddeutschen Zeitung.

## Schaffen
Binder als Industrie-Designer
1927 Gründung des Binder Studio in Ludwigshafen. Es folgt in der Zeit bis 1936 die wohl kreativste und wirtschaftlich erfolgreichste Phase mit Großaufträgen für vielfach preisgekrönte Schutzmarken für Knorr, Reemtsma, Tekrum, Elida, Minera, Dujardin, Stella, Mercedes-Benz. In dieser Zeit festigt Binder seinen Ruhm als stilprägender Industrie-Designer. Insgesamt schuf Binder bis Anfang der 1960er Jahre weit über 2000 Marken und Plakate.
Der internationale Durchbruch als Industrie-Designer gelingt Binder, als er aus einem Wettbewerb um ein Logo der 1925 entstandenen IG Farben als Sieger hervor geht, den sogenannten IG Kolben kreiert und sich dabei gegen die Elite des Bauhauses durchsetzt. Bereits ein Jahr zuvor, 1924, sorgte Binder bei der International Exhibition of Modern Decorative and Industrial Arts in Paris für Aufsehen, als er für die Zigarettenmarke Jyldis einen Pavillon komplett mit den von ihm geschaffenen Jyldis-Männchen ausgestaltet.
In München, neben Berlin, Paris und Ludwigshafen einer seiner Arbeitsorte, lernt Binder Mitte der 20er Jahre den Maler und Karikaturisten Olaf Gulbransson kennen. Daraus erfolgte 1927 eine bemerkenswerte Kooperation: Binder, der damals an einer neuen Kampagne für Jyldis arbeitete, kombinierte Karikaturen Gulbranssons mit seinen Trademarks.
1928 gehen Binder und Ludwig Hohlwein als Sieger aus einem internationalen Wettbewerb für die Weltausstellung in Chicago 1933 hervor. Nach der Machtergreifung durch die Nationalsozialisten werden die Plakate der deutschen Künstler aber nicht gezeigt.
1936 gibt Binder vor dem Hintergrund des Nationalsozialismus sein Studio in Ludwigshafen auf. Zusammen mit seiner Frau, einer Halbjüdin, zieht er sich ins ländliche Beilstein zurück. Dort wähnt sich das Paar vor den Nationalsozialisten sicher. Binder arbeitet weiter als Industrie-Designer – auch für Rüstungsunternehmen. Weil sich Binder aber wiederholt despektierlich über die Nationalsozialisten äußert, wird er – bereits 46-jährig – zum Kriegsdienst eingezogen.
Binder als Maler
Die freie Malerei stand weit weniger im Rampenlicht als seine grafischen Arbeiten, obwohl sich Binder eher als Maler verstand. So sind seine grafischen Entwürfe fast immer mit dem Pinsel entstanden wie Entwürfe für den „Knorr-Gockel“, Orient-Zigaretten und die Theatiner Rösterei veranschaulichen. Erstmals hatte die Kunsthalle der Stadt Ludwigshafen im Jahr 1963 in der Ausstellung „Joseph Binder – Malerei und Graphik“ die beiden Bereiche von Binders Schaffen zusammengebracht, indem sowohl Grafiken wie freie Malerei seit Mitte der 20er Jahre gezeigt wurden. In der freien Malerei ist Binder von Kubismus, dem Bauhaus und der Gruppe „Blaue Reiter“ beeinflusst. Bereits in den 20er Jahren gestaltet er seine Bilder in strengen geometrischen Elementen, bestimmt ist der Aufbau von Dreieck, Rechteck und Kreis. Die geometrisch stilisierte Form ist für den Maler von großer Bedeutung, denn „gezähmte Natur ist Geometrie“, so Binder im Interview im Ernest-Wiens-Report, veröffentlicht in den 60er Jahren.
Dazu arbeitet Binder bevorzugt mit ungemischten Farben, die seinen Arbeiten wuchtige Farbigkeit verleihen. Die in der Malerei sichtbar werdenden Disziplin, die Unterordnung von Natur in geometrischen Formen ist Teil der Persönlichkeit Binders. So wird der Künstler ebenfalls im Ernest-Wiens-Report auf die Frage nach dem Künstler und dessen Zielen mit dem Satz zitiert: „Wann und wo ein Maler geboren wurde, ist schließlich gleichgültig. Das Wesentliche ist die Qualität der Leistung. Sie muss sich mit dem Anspruch decken.“
Mit seinen ersten malerischen Arbeiten um das Jahr 1920 verortet der Kunsthistoriker Helge Bathelt in der bislang umfangreichsten Betrachtung zu Leben und Werk Binders mit dem Titel „Binder“, herausgegeben von der Binder Sammlung Esslingen, an der Spitze einer zweiten und internationalen Phase des Kubismus und mehr noch beim Orphismus. So stünden für Binder weniger Überlegungen zur Erfassung des Gegenstandes als solchem im Mittelpunkt, sondern die Beobachtungen der Relativität des Sichtbaren als empirische Erfahrung alltäglicher Beobachtungen.

## Rezeption
Insgesamt liegen wenige Analysen zu Binders malerischem Schaffen nach den 60er Jahren vor. Gemein ist früheren wie späteren Rezessionen, dass zahlreiche Binder-Kommentatoren mit einer Einordnung seines Schaffens als Maler schwertun. Hauptursächlich dafür ist, dass sich Binder, obwohl er sich, bestärkt von Hans Purrmann, ab 1961 ausschließlich auf die künstlerische Tätigkeit als Maler konzentriert, aus dem Kulturbetrieb weitgehend herausgehalten hat. Erschwerend komme sein außerordentlicher Erfolg als Werbegrafiker hinzu. Als Konsequenz daraus suchten die Binder-Exegeten im Maler Binder stets die Spur des Werbekünstlers, bemühten sich aber nicht um die Herstellung geistiger Bezüge von Binder zur freien Malerei seiner Zeit. So bedürfe die Auseinandersetzung mit seinem Werk einiger Archäologie, um die Arbeiten Binders dort anzusiedeln, wo sie nach Einschätzung Bathelts hingehören, „in die Traditionslinie des Orphismus und des Blauen Reiter.“ Hierher gehöre Binder nach Ideologie und Ausführung als einer, der mit „äußerster Konsequenz und Konstanz selbst ein Exeget der verändernden geistigen Kräfte seiner Zeit mit den Mitteln seiner Kunst gewesen ist.“ Wendelin Renn, ehemaliger Leiter der Städtischen Galerie Villingen-Schwenningen zeigte bei der Ausstellungseröffnung in Ludwigshafen im Jahr 1997 die Nähe des Malers zum Rayonismus auf.
Diese Konsequenz mit der Binder seinen Stil seit Mitte der 20er Jahre verfolgt hat, wirft heutzutage bisweilen ein anderes Problem auf. So hat er im Lauf der Jahrzehnte immer wieder Motive früherer Jahre aufgegriffen, was eine zeitliche Einordnung bezüglich der Entstehung der Werke bisweilen erschwert.

## Ausstellungen
- 1963 Einzelausstellung der Kunsthalle Stadt Ludwigshafen im Ludwig-Reichert-Haus. Einrichtung des „Binder-Saal“ dort mit neun Arbeiten des Künstlers
- 1964 Einzelausstellung Stuttgarter Antiquariat
- 1965 Einzelausstellung Galerie Schuhmacher, München
- 1967 Sonderausstellung Galerie France, Paris
- 1970 Teilnahme an der 4. Biennale Artes Graphiques in Brünn
- 1970 Sonderausstellung Kunstforum Pavlista, Garmisch-Partenkirchen
- 1971 Teilnahme beim Internationalen Künstlerfestival, Zürich-Pfäffikon
- 1972 Einladung zur Picasso-Hommage nach Vallauris
- 1989 Binder „Freie und angewandte Kunst“ 1989 Stadtmuseum Ludwigshafen
- 1997 „Joseph Binder“ Stadtmuseum Ludwigshafen anlässlich des 100. Geburtstags des Malers